# Main (gruppo musicale)
I Main sono un gruppo musicale britannico di genere ambient formato nel 1991 dai chitarristi Robert Hampson e Scott Dowson, membri dei Loop.
Il loro stile all'inizio era debitore del kraut rock e della psichedelia per poi svilupparsi a partire dal primo album Motion Pool in una musica ambientale sostenuta dalle chitarre elettriche con un sottofondo di voci e rumori surreali e dove scompare del tutto il ritmo.
Il gruppo ha interrotto l'attività nel 2006 ed il leader si è dedicato all'attività da solista. Quattro anni dopo Hampson ha riformato il gruppo con il musicista tedesco Stephan Mathieu.

## Formazione

### Formazione attuale
- Robert Hampson
- Stephan Mathieu

### Ex componenti
- Scott Dowson

## Discografia

### Album in studio
- Motion Pool (3LP/CD 1994)
- Hydra-Calm (LP/CD 1995, contiene Hydra e Calm con inedito)
- Ligature - Remixes (CD 1995, contiene l'EP omonimo ed il singolo Core)
- Hz (3LP/2CD 1996, contiene i 6 EP del progetto "Hertz")
- Firmament III & IV (3CD 1999, contiene gli EP Firmament III, Firmament IV e Deliquecence)
- Tau (CD - 2002)
- Exosphere Exosphere (CD - 2003)
- Surcease (2006)

### Singoli ed EP
- Hydra (12" singolo 1991)
- Calm (12" EP 1992)
- Dry Stone Feed (12" mini LP/CD 1992)
- Firmament (CD 1993)
- Core (7" single 1994, edizione limitata a 300 copie, edita nell'edizione su CD di Ligature)
- Ligature - Remixes (12" EP 1994)
- Firmament II (CD 1994)
- Coderays (7" single 1995, edizione limitata a 300 copie)
- Hertz 1 - Corona (12"/mini CD 1995)
- Hertz 2 - Terminus (12"/mini CD 1995)
- Hertz 3 - Maser (12"/mini CD 1995)
- Hertz 4 - Haloform (12"/mini CD 1995)
- Hertz 5 - Kaon (12"/mini CD 1995)
- Hertz 6 - Neper (12"/mini CD 1995)
- Firmament III (EP/CD 1996)
- Deliquescence (CD 1997) - live
- Firmament IV (EP/CD 1998)
- Transiency (mini CD - 2003)
- Ablation (Editions Mego - 2013)